# 埃夫勒主教座堂

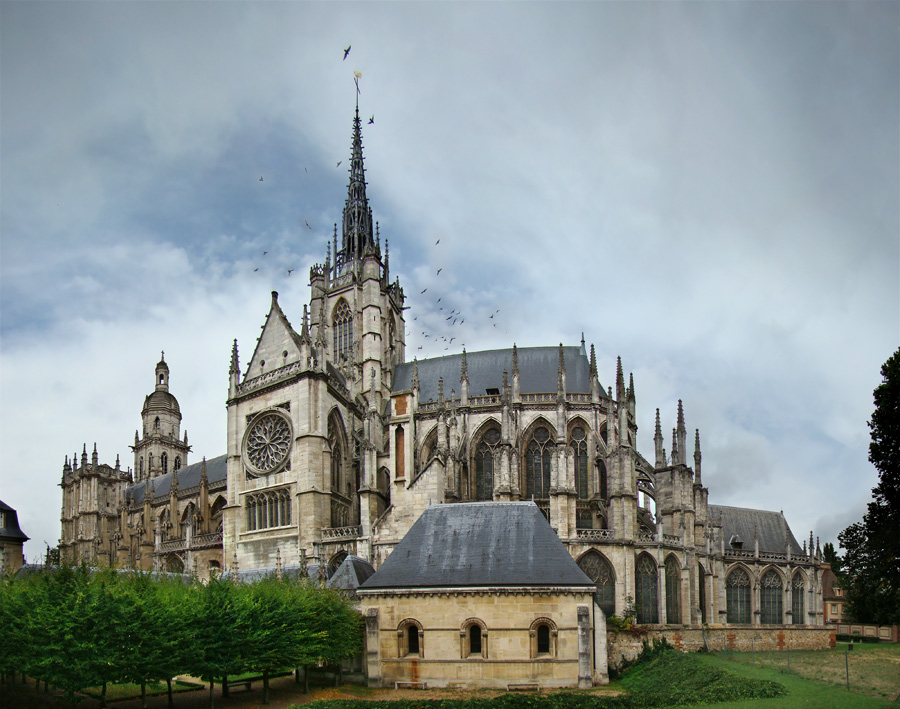
埃夫勒主教座堂

埃夫勒圣母主教座堂 (Cathédrale Notre-Dame d'Évreux)是天主教埃夫勒教区的主教座堂、法国国家古迹，位于法国诺曼底厄尔省埃夫勒。

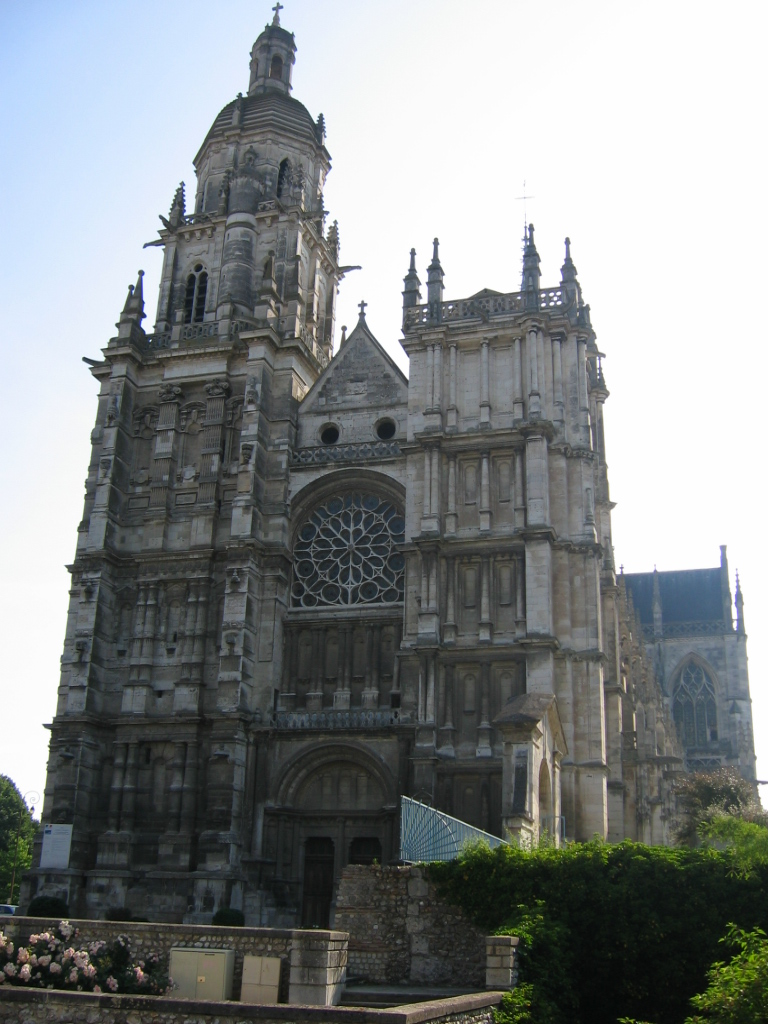
Évreux Cathedral, west front

该堂下部仍为11世纪遗物，西立面和双塔建于文艺复兴时期。玫瑰窗为16世纪杰作。花窗玻璃在二战中被毁，1953年修复。

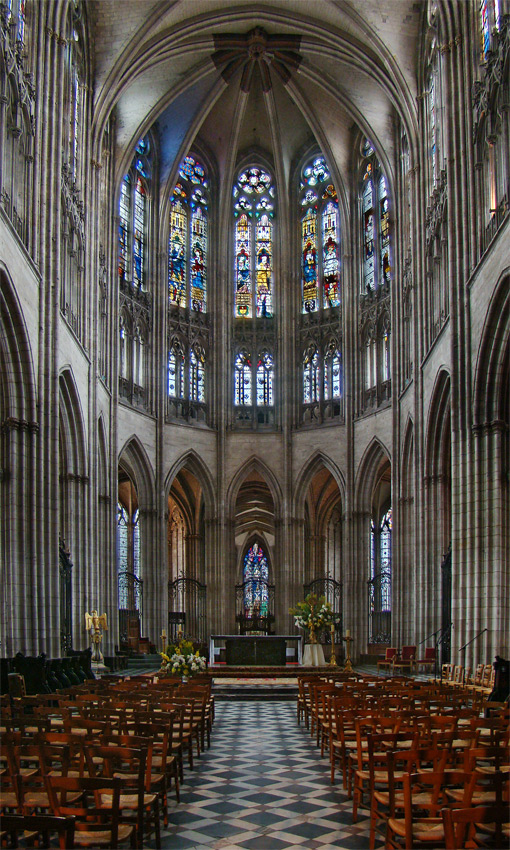
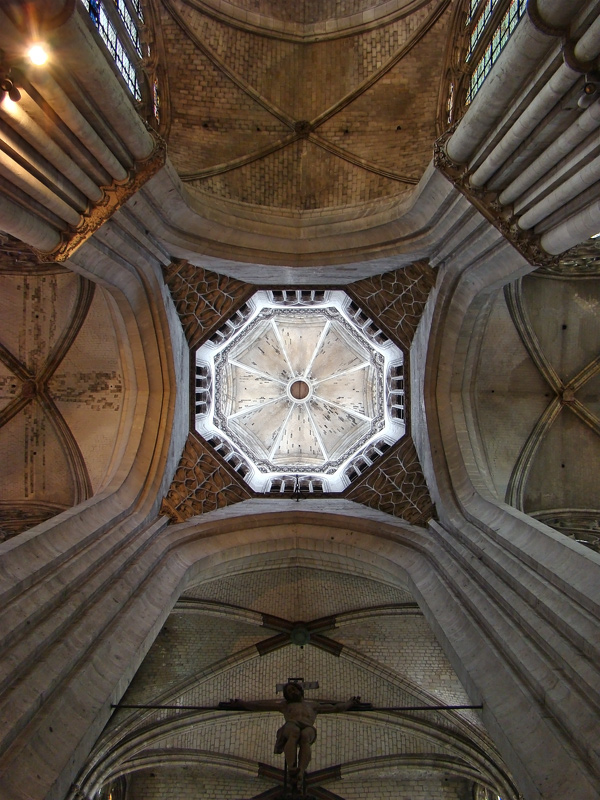
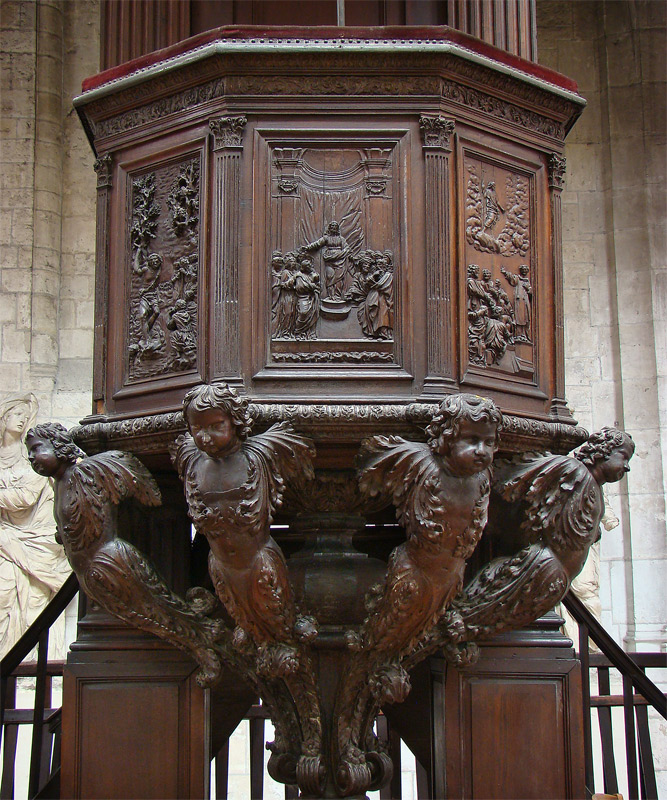
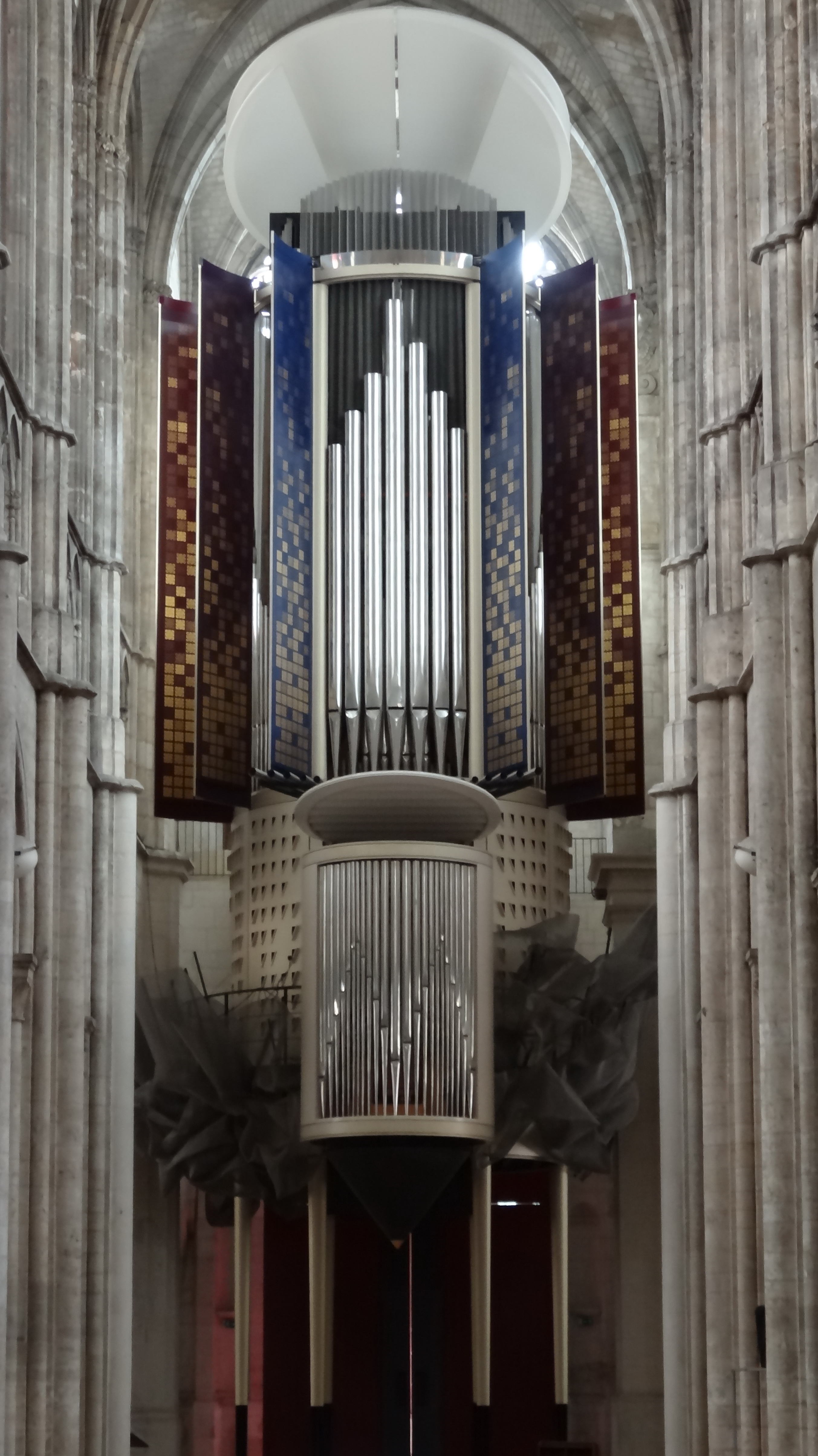

该堂南侧为主教府，为15世纪建筑。